# Іоанн Комнін Дука
Іоанн Комнін Дука (грец. Ιωάννης Κομνηνός Δούκας; д/н — 1244) — останній імператор Фессалонікійської імперії в 1237—1242 роках, деспот Фессалонік в 1242—1244 роках.

## Життєпис
Походив з династії Ангелів. Старший син Феодора. імператора Фессалонік, та Марії Петраліфіни. У 1230 році внаслідок поразки батька в битві при Клокотниці Іоанн разом з братами і сестрами потрапив до болгарського полону.
У 1237 році сестра Іоанна — Ірина стала дружиною Івана Асена II, тому Іоанну разом з батьком і братом Дмитром було дозволено повернутися додому. Вони досягли Фессалонік, де повалили імператора Мануїла. Після цього імператором Фессалонік було оголошено Іоанна. Батько допомагав останньому об'єднати землі свого роду.
У 1239 року Мануїл повернувся з військом і захопив Фессалію. В результаті Іоанн залишився імператором лише за титулом, оскільки його володіння обмежувалися тепер містом Фессалоніки. Михайло II, деспот Епіра, став незалежним від імператора.
У 1241 році після смерті шварга Іван Асена II, становище Іоанна ще більше погіршилося. Того ж року Іоанн III Дука Ватац, імператор Нікеї, підступом захопив батька Іоанна і повів армію на Фессалоніки. Іоанн відбив цей напад. Водночас Нікейський імператор отримав звістку про війну з Румським султанатом. Тому у 1242 році було укладено мирну угоду, за якою Іоанн зрікався титулу імператора, визнавав владу Іоанна III. Натомість отримував титул деспота Фессалонік.
Іоанн Комнін Дука помер в 1244 році. Новим деспотом став його брат Дмитро.